# Генеральная классификация
Генеральная классификация (общий зачёт) — в шоссейном велоспорте зачёт, где учитывается общее время каждого велогонщика на прохождение всех этапов многодневной велогонки. На каждом этапе гонки определяется гонщик-победитель этапа, но победителем генеральной классификации (и всей гонки в целом) является гонщик, затративший наименьшее количество времени на прохождении всех этапов.
Велогонщики, финишировавшие на этапе в одной группе, получают одно и то же время. Одно время гонщикам даётся в том случае, если расстояние между ними меньше длины одного велосипеда. Падение велогонщиков на последних трёх километрах этапа значит, что они получат то же время, что и их бывшие попутчики по группе, которые не попали в завал. Данное правило «трёх километров» не распространяется, если этап заканчивается горным финишем.
Стать победителем генеральной классификации можно не победив ни на одном из этапов гонки.
Текущий лидер генеральной классификации имеет отличительную майку в пелотоне. На Тур де Франс это жёлтая майка, а на Джиро д’Италия это розовая майка. Для большинства велогонщиков стать победителем генеральной классификации является главной целью гонки.
Большинство важнейших веломногодневок включают в себя горные этапы и гонки на время с раздельным стартом. По этой причине, чтобы гонщик мог претендовать на победу в общем зачёте, он должен показывать хорошие результаты на всех типах велогонок, то есть быть универсалом. Победитель в генеральной классификации Тур де Франс на ближайший год неформально считается лучшим велогонщиком мира. А те, кому удаётся победить на этой гонке несколько раз, входят в историю как лучшие велогонщики всех времён. Жак Анкетиль, Эдди Меркс, Бернар Ино и Мигель Индурайн являются пятикратными победителями Тур де Франс.